# 2011 au Liban
Chronologie du Liban
- 2007
- 2008
- 2009
- 2010
- 2011
- 2012
- 2013
- 2014
- 2015

Cet article présente les faits marquants de l'année 2011 au Liban ou concernant ce pays.

## Évènements
- Avril 2011 : arrivée des premiers réfugiés syriens au Liban[1].
- Juin 2011 : deuxième gouvernement Mikati, mis en place par le président du Conseil des ministres libanais Najib Mikati. Ce gouvernement a été précédé par le gouvernement Saad Hariri (1).

- 17 juin : 

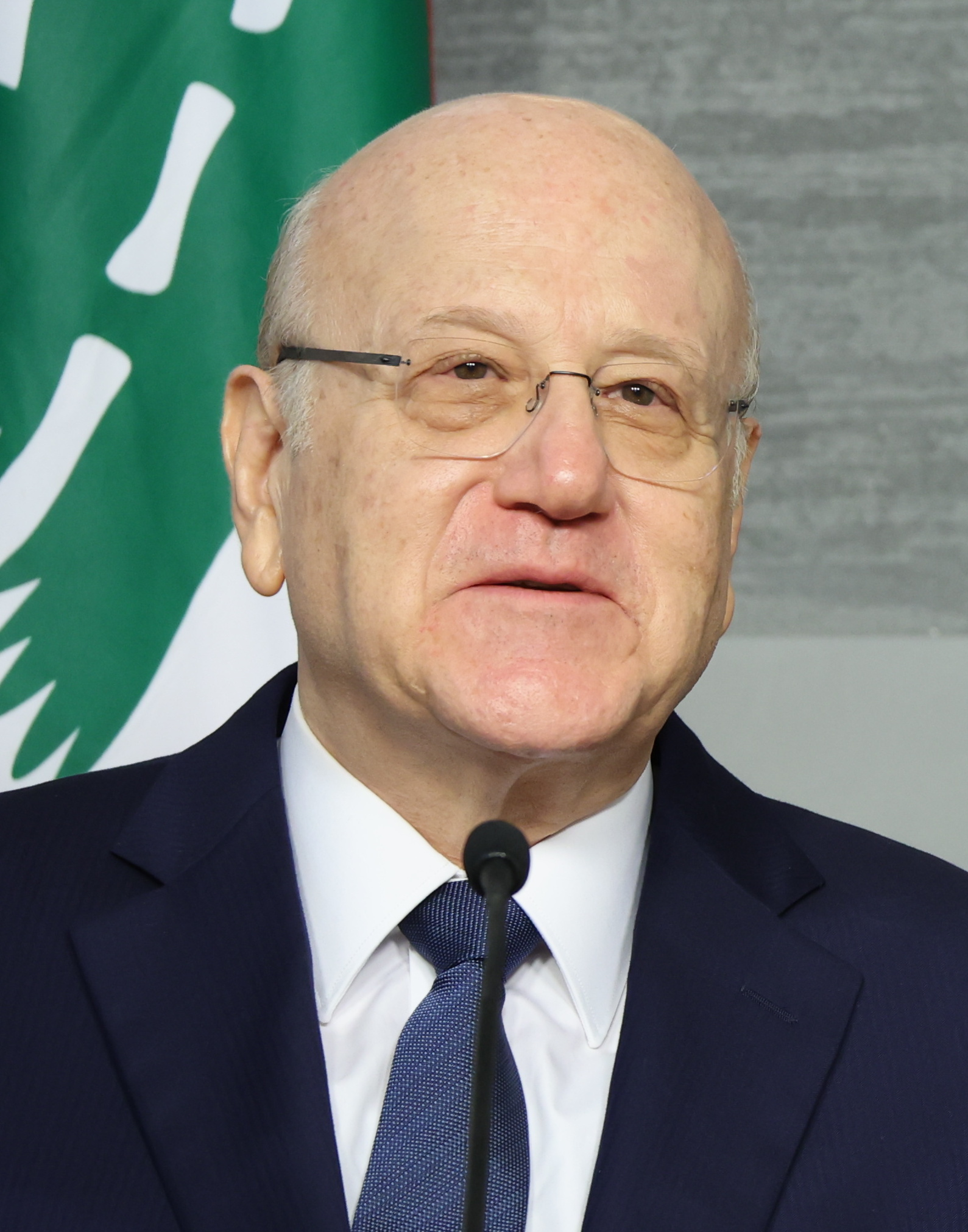
Najib Mikati.

  - 7 tués dans des affrontements à Tripoli.
  - début du Conflit au Liban (2011-2017) au cours de la guerre civile syrienne, lorsque des groupes rebelles et djihadistes syriens s'implantent en territoire libanais, dans les montagnes au nord-est du pays. Des affrontements opposent également ponctuellement des milices des deux plus importantes coalitions politiques du pays : l'Alliance du 8-Mars, favorable au régime syrien, et l'Alliance du 14-Mars, hostile au régime syrien. Dans les montagnes du nord-est, les djihadistes cessent d'avoir une emprise territoriale au Liban le 28 août 2017, après deux offensives menées par l'armée libanaise et le Hezbollah.
- 26 juillet : 6 militaires français membres de la FINUL sont blessés lors d'un attentat dans la région de Saïda[2].
- 9 décembre : 5 militaires français membres de la FINUL sont blessés par l'explosion d'un explosif improvisé déclenché par le passage de leur véhicule dans la région de Tyr[3].